# Jerzy Bossak

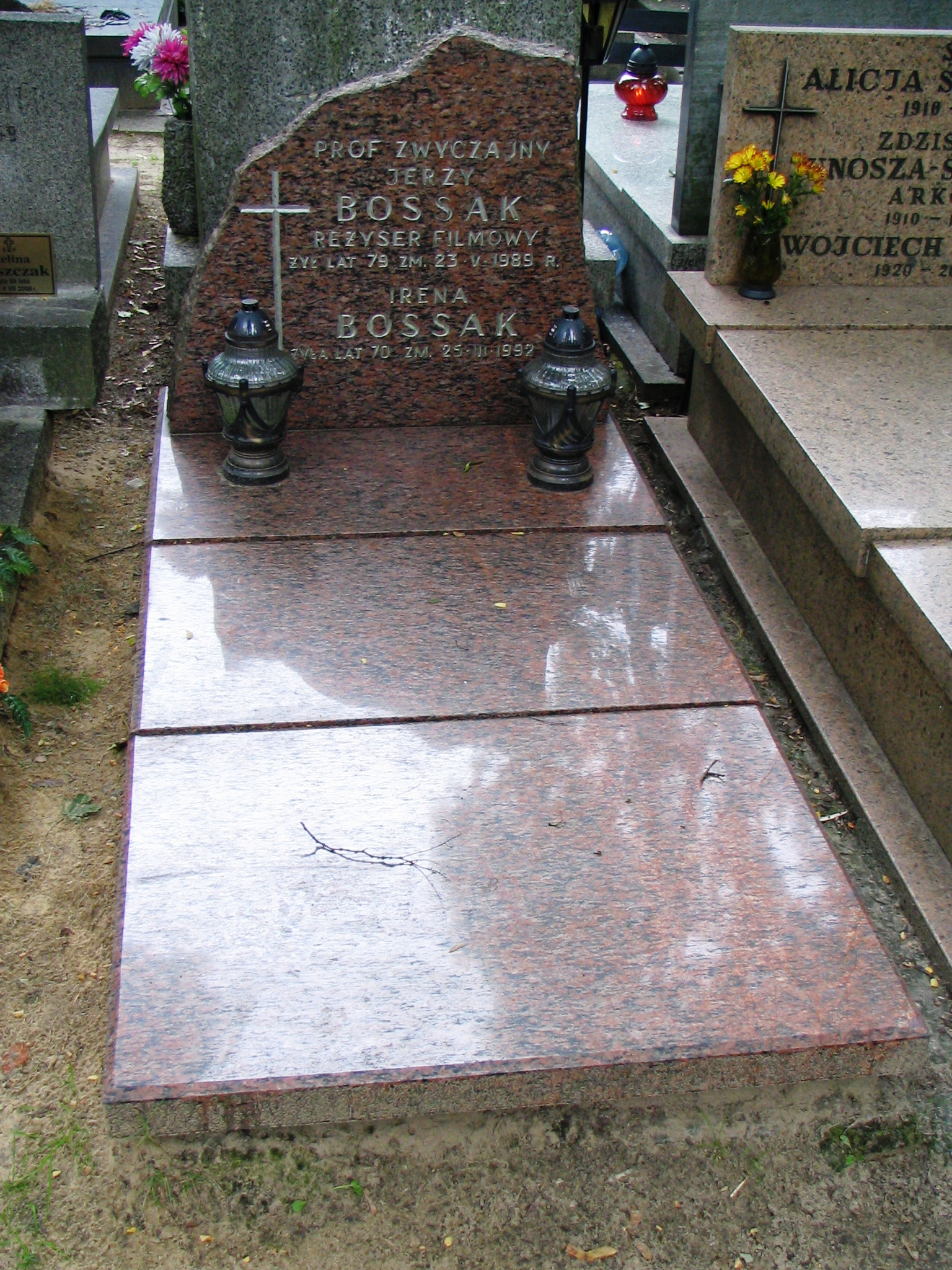
Grób Jerzego Bossaka i jego żony Ireny na cmentarzu Wojskowym na Powązkach w Warszawie, 23 lipca 2008

Jerzy Bossak, właśc. Jerzy Burger-Naum (ur. 31 lipca 1910 w Rostowie nad Donem, zm. 23 maja 1989 w Warszawie) – polski reżyser filmów dokumentalnych, pedagog, dziennikarz.

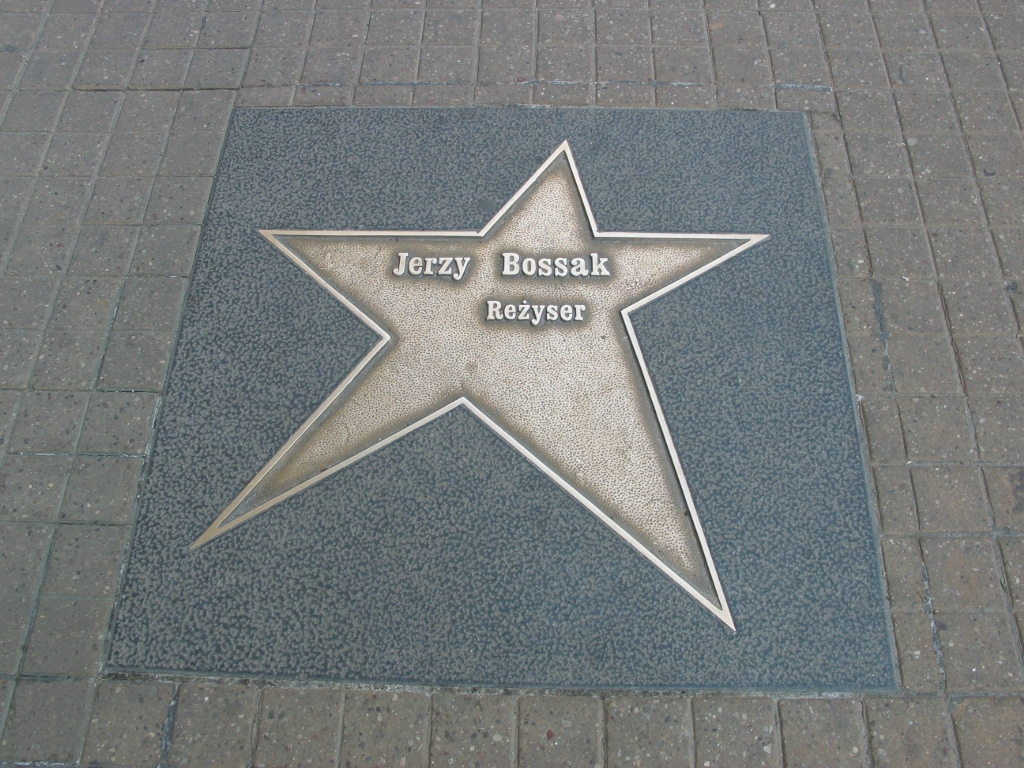
Gwiazda w łódzkiej Alei Gwiazd

## Życiorys
Syn Karola. Po ojczymie nosił nazwisko Jerzy Szelubski. Ukończył prawo i filozofię na Uniwersytecie Warszawskim. Przed wojną we Lwowie redagował między innymi dział filmowy w piśmie „Sygnały”, współpracował z pismem „Dziennik Popularny”, w 1928 był współzałożycielem Stowarzyszenia Miłośników Filmu Artystycznego „Start”.
W czasie wojny od 1943 roku uczestniczył w tworzeniu „Czołówki Filmowej” Wojska Polskiego, towarzysząc jako filmowiec przemarszowi armii polskiej do Berlina.
Był pierwszym polskim dokumentalistą, który otrzymał nagrodę na MFF w Cannes, za film Powódź.
Po wojnie był profesorem PWST w Łodzi. W latach 1944–1948 pełnił funkcję redaktora Polskiej Kroniki Filmowej, współpracował z Wytwórnią Filmową „Czołówka”.
Był inicjatorem zbudowania pierwszego po wojnie budynku w zburzonej Warszawie, z myślą o utworzeniu Wytwórni Filmów Dokumentalnych i Fabularnych, gdzie później pełnił funkcję kierownika artystycznego. 
Zmarł w Warszawie, pochowany na cmentarzu Wojskowym na Powązkach (kwatera AII-2-11).

## Filmografia
- Majdanek cmentarzysko Europy, 1944 – wraz z Aleksandrem Fordem
- Bitwa o Kołobrzeg, 1945
- Most, 1946
- Powódź, 1947 – film uhonorowany nagrodami na Festiwalu Filmowym w Cannes
- Powrót na Stare Miasto, 1954
- W pogoni za żółtą koszulką, 1954
- Wrzesień – tak było, 1961
- Requiem dla 500 tysięcy, 1963 – wraz z Wacławem Kaźmierczakiem
- Dokument Walki, 1967
- 273 dni poniżej zera, 1968
- Polacy na frontach II wojny światowej, 1969
- Impresario, 1985
- Chopin w Polsce, 1985

## Ordery i odznaczenia
- Order Sztandaru Pracy I klasy (1985)
- Krzyż Oficerski Orderu Odrodzenia Polski (1959)
- Złoty Krzyż Zasługi (10 lipca 1954)[2]
- Srebrny Krzyż Zasługi (22 stycznia 1946)[3]
- Odznaka tytułu honorowego „Zasłużony dla Kultury Narodowej” (1987)
- Medal ZAiKS-u (1988)[4]
- Odznaka ZAiKS-u (1978)[4]
- Złota Odznaka „Zasłużony dla Lublina” (1984)

Źródło:.

## Nagrody
- Wielka Nagroda Międzynarodowego Festiwalu Filmowego w Cannes za film dokumentalny Powódź (zrealizowany wspólnie z Wacławem Kaźmierczakiem) (1947)
- Państwowa Nagroda Artystyczna II stopnia (zespołowa) w dziale kinematografii za film dokumentalny Szeroka droga (1950)[6]
- Nagroda Państwowa III stopnia (zespołowa) za realizację filmu dokumentalnego Ślubujemy - dla autora scenariusza i reżysera (1953)
- III nagroda Festiwalu Filmowego w Bukareszcie w ramach Światowego Festiwalu Młodzieży i Studentów - dla filmu Ślubujemy (1953)
- I nagroda VII Międzynarodowego Festiwalu Filmowego w Cannes - w kategorii filmu dokumentalnego - dla filmu Powrót na Stare Miasto (1954)
- dyplom honorowy VIII Międzynarodowego Festiwalu Filmowego w Edynburgu - dla filmu Powrót na Stare Miasto (1954)
- Nagroda Specjalna I Ogólnopolskiego Festiwalu Filmów Krótkometrażowych w Krakowie dla filmu Wrzesień 1939...Tak było (1961)
- Główna Nagroda „Srebrny Gołąb” VI Międzynarodowego Festiwalu Filmów Dokumentalnych i Krótkometrażowych w Lipsku - dla filmu Requiem dla 500 tysięcy (zrealizowany wspólnie z Wacławem Kaźmierczakiem) (1963)
- I nagroda Złoty Smok Wawelski III Ogólnopolskiego Festiwalu Filmów Krótkometrażowych w Krakowie - w kategorii filmów dokumentalnych dla filmu Requiem dla 500.000 (razem z Wacławem Kaźmierczakiem) (1963)
- wyróżnienie Międzynarodowego Ewangelickiego Centrum Filmowego na X Międzynarodowym Festiwalu Filmów Krótkometrażowych w Oberhausen - dla filmu Requiem dla 500 tysięcy (zrealizowany wspólnie z Wacławem Kaźmierczakiem) (1964)
- I nagroda Międzynarodowego Festiwalu Filmów Etnograficznych i Socjologicznych we Florencji - w kategorii filmów społecznych dla filmu Requiem dla 500 tysięcy (zrealizowany wspólnie z Wacławem Kaźmierczakiem) (1965)
- wyróżnienie na VII Międzynarodowym Festiwalu Telewizyjnym w Monte Carlo - dla filmu Chwila wspomnień rok 1945/46 (wspólnie z Wacławem Kaźmierczakiem) (1967)
- Nagroda Ministra Kultury i Sztuki I stopnia z okazji 30-lecia PWSFTviT w Łodzi (1978)
- „Wektor 79” - nagroda Koła Młodych przy SFP (1980)
- Nagroda Przewodniczącego Komitetu do Spraw Radia i Telewizji za całokształt pracy w Telewizji Polskiej oraz działalność w dziedzinie filmu telewizyjnego (1986)

Źródło:.

## Upamiętnienie
W roku 1983 powstał film niemiecki reżysera Klausa Wildenhahna pod tytułem Ein Film für Bossak und Leacock, którego bohaterem jest – między innymi – Jerzy Bossak. Po śmierci Bossak stał się bohaterem polskiego filmu dokumentalnego pod tytułem Życie jak film, zrealizowanego w 1994 przez Jadwigę Zajiček.
12 grudnia 2005 roku w Łodzi została odsłonięta przez Andrzeja Wajdę i Małgorzatę Burzyńską-Keller Gwiazda Jerzego Bossaka. Fundatorem Gwiazdy jest Fundacja Ochrony Dziedzictwa Kultury Żydów.
W roku 2010 powstał film wyprodukowany przez Romasz-Studio w reżyserii Małgorzaty Burzyńskiej-Keller zatytułowany Bossak. Kronika wypadków filmowych. Uroczysta premiera odbyła się w Muzeum Kinematografii w Łodzi, a następnie film został pokazany na wielu festiwalach m.in. na krakowskim Festiwalu Filmów Dokumentalnych.